# Ding Liren
Ding Liren (chinesisch 丁立人; Dīng Lìrén, * 24. Oktober 1992 in Wenzhou, Provinz Zhejiang) ist ein chinesischer Schachgroßmeister und war von 2023 bis 2024 Schachweltmeister.

## Leben
Ding Liren erlernte das Schachspiel im Alter von vier Jahren in seiner Heimatstadt. Im Jahr darauf gewann er die Landesmeisterschaft U6 und siegte in den folgenden Jahren noch mehrmals in nationalen Jugendmeisterschaften der verschiedenen Altersklassen. Sowohl bei der U-10-Weltmeisterschaft in Iraklio 2002, als auch bei der U-12-Weltmeisterschaft in Iraklio 2004 erreichte er den geteilten 1.–2. Platz, nach Feinwertung wurde er beide Mal Zweiter. Bei der 8. offenen asiatischen Meisterschaft in Subic im Mai 2009 erreichte er den 24. Platz und erfüllte seine erste Großmeisternorm. Bei der Chinesischen Einzelmeisterschaft in Xinghua im Jahr 2009 lag er nach neun Runden noch 1,5 Punkte hinter dem Tabellenführer Wang Hao (damals Elo 2724). In der zehnten Runde gewann Ding Liren seine Partie gegen Wang Hao. In der elften und letzten Runde verlor Wang Hao, der damals 16-jährige Ding Liren gewann seine Partie gegen Zhou Jianchao (damals Elo 2668) mit Schwarz, ohne einen Zug machen zu müssen: Zhou Jianchao war zu spät gekommen. Damit wurde der titellose Ding Liren mit einer damaligen Elo-Zahl von 2458 mit einer Elo-Performance von 2812 Punkten Chinesischer Meister und erfüllte seine zweite Großmeisternorm. Diesen Erfolg wiederholte er 2011 und 2012. Beim Aeroflot Open in Moskau 2011 erreichte er in der Gruppe A den 20. Platz mit einer Elo-Performance von 2703. Im April 2011 gewann er erneut die Landesmeisterschaft. 2012 verteidigte er seinen Titel und siegte in Xinghua mit 8 Punkten aus 11 Partien (+5 =6 −0). Bei der Juniorenweltmeisterschaft 2012 in Athen belegte Ding Liren den dritten Platz.

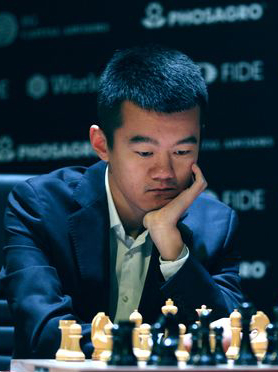
Ding beim Kandidatenturnier Berlin 2018

2015 erreichte Ding Liren beim Tata Steel Masters in Wijk aan Zee mit 8,5/13 Punkten den fünften Platz, einen halben Punkt hinter dem Turniersieger und Weltmeister Magnus Carlsen. Im Juli 2015 gewann Ding Liren in Wenzhou ein Match gegen Boris Gelfand mit 3:1 (+2 =2 −0).
Nach Abschluss seiner Schulausbildung begann Ding Liren ein Studium der Rechtswissenschaften an der Peking-Universität.
Seit Januar 2015 führt Ding Liren konstant die chinesische Elo-Liste an.
Im April 2017 siegte er mit einer schachlichen Leistung von 6,5/10 Punkten vor Anish Giri und Peter Swidler im Shenzhen Masters.
Im Rahmen seiner Qualifikation zum Kandidatenturnier 2018 in Berlin nahm er neben seiner Teilnahme beim Schach-Weltpokal 2017 beim FIDE Grand Prix 2017 teil und belegte in der Gesamtwertung den vierten Platz. Dabei gewann er unter anderem den Grand Prix in Moskau und schaffte beim Schachturnier in Mallorca den geteilten dritten Platz.
Am 21. September 2017 konnte Ding Liren sich als erster Chinese durch einen Sieg gegen Wesley So im Halbfinale des Schach-Weltpokals für das Kandidatenturnier qualifizieren. Im Finale unterlag er erst in den Schnellpartien gegen Lewon Aronjan. Das Kandidatenturnier beendete Ding Liren ungeschlagen auf dem vierten Platz von acht Spielern.
Am 31. Mai 2018 verletzte sich Ding Liren bei einem Fahrradunfall in Norwegen und musste an der Hüfte operiert werden. Als Folge schied er aus dem laufenden Turnier Altibox Norway Chess aus.
Beim Kandidatenturnier Jekaterinburg 2020 in Russland wurde Ding Liren mit 7 aus 14 Punkten Fünfter.
Beim Kandidatenturnier Madrid 2022 belegte er mit 8 aus 14 Punkten den zweiten Platz hinter Jan Nepomnjaschtschi. Da sich Weltmeister Magnus Carlsen entschied, seinen Titel nicht zu verteidigen, spielten Nepomnjaschtschi und Ding in der Schachweltmeisterschaft 2023 um den Titel. Ding gewann den Wettkampf im Tie-Break und wurde damit der 17. Schachweltmeister und der erste Chinese, der diesen Titel gewinnen konnte.
Bei der Schachweltmeisterschaft 2024 in Singapur trat er als amtierender Weltmeister zur Titelverteidigung gegen D. Gukesh, den Gewinner des Kandidatenturniers Toronto 2024 an. Ding Liren ging als Außenseiter in den Wettkampf, nachdem er zuvor mit einem Formtief und Depressionen zu kämpfen hatte. Trotzdem konnte er mit D. Gukesh mithalten, der nicht an sein Niveau vom Kandidatenturnier herankam. Letztlich verlor Ding Liren nur knapp durch einen schwerwiegenden Patzer in der vierzehnten und letzten Wettkampfpartie.
| Die zur Anzeige dieser Grafik verwendete Erweiterung wurde dauerhaft deaktiviert. Wir arbeiten aktuell daran, diese und weitere betroffene Grafiken auf ein neues Format umzustellen. (Mehr dazu) |

## Nationalmannschaft
Ding Liren gehört seit 2011 zur chinesischen Nationalmannschaft. Er hat seitdem an den Schacholympiaden 2012, 2014, 2016 und 2018 teilgenommen. Hierbei gewann er mit der chinesischen Mannschaft in den Jahren 2014 und 2018 die Goldmedaille. In der Einzelwertung gewann er 2014 die Bronzemedaille am zweiten Brett und 2018 die Goldmedaille am ersten Brett.
Außerdem nahm er an den Mannschaftsweltmeisterschaften 2011 in Ningbo und 2013 in Antalya (bei denen die chinesische Mannschaft jeweils den zweiten Platz belegte) und den asiatischen Mannschaftsmeisterschaften 2012 in Zaozhuang und 2014 in Täbris (die China jeweils gewann, wobei Ding Liren 2014 außerdem das beste Einzelergebnis am Spitzenbrett erreichte) teil.

## Vereine
Ding Liren spielt bei der chinesischen Mannschaftsmeisterschaft seit 2008 für Zhejiang.

## Größte Erfolge
- Schachweltmeister 2023
- Olympiasieger im Schach: 2014, 2018
- Schach-Weltpokal: Finalist 2017, 2019
- Chinesischer Meister: 2011, 2012
- Juniorenweltmeisterschaft
  - 3. Platz 2012
- Jugendweltmeisterschaft
  - 2. Platz U12 2004
- Sieger des Sinquefield Cup: 2019

## Partiebeispiel
|   | a | b | c | d | e | f | g | h |   |
| 8 |   |   |   |   |   |   |   |   | 8 |
| 7 |   |   |   |   |   |   |   |   | 7 |
| 6 |   |   |   |   |   |   |   |   | 6 |
| 5 |   |   |   |   |   |   |   |   | 5 |
| 4 |   |   |   |   |   |   |   |   | 4 |
| 3 |   |   |   |   |   |   |   |   | 3 |
| 2 |   |   |   |   |   |   |   |   | 2 |
| 1 |   |   |   |   |   |   |   |   | 1 |
|   | a | b | c | d | e | f | g | h |   |

In der folgenden Partie gewann Ding Liren mit den weißen Steinen gegen Aronjan in Sharjah beim FIDE Grand Prix 2017.
Ding Liren–Aronjan 1:0
Sharjah, 27. Februar 2017
Englische Eröffnung, A14
1. Sf3 Sf6 2. c4 e6 3. g3 d5 4. Lg2 Le7 5. 0–0 0–0 6. d4 dxc4 7. Dc2 a6 8. a4 Ld7 9. Dxc4 Lc6 10. Lf4 Ld6 11. Dc1 a5 12. Sc3 Sa6 13. Ld2 Sb4 14. Db1 Lxf3 15. Lxf3 c6 16. Td1 De7 17. Se4 Sxe4 18. Dxe4 Tfd8 19. Lc3 Td7 20. Td2 Dd8 21. Tad1 Le7 22. h4 Tb8 23. e3 Sd5 24. Dc2 Dc7 25. Kg2 g6 26. h5 Lf8 27. e4 Sb4 28. Db3 c5 29. dxc5 Txd2 30. Txd2 Dxc5 31. Td7 b5 32. axb5 Dxb5 33. Dd1 Sc6 34. Le2 Db6 35. Lc4 Tb7 36. b3 Da7 37. Td6 Lxd6 38. Dxd6 Db6 39. Df4 Kf8 40. Lxe6 Sb4 41. Df6 Sd3 42. Ld4 Dd6 43. Le3 Se1+ 44. Kf1 1:0